# 三甲基硅基乙炔
三甲基硅基乙炔是一种有机硅化合物，化学式为(CH
3)
3SiC
2H。它是无色液体，在有机合成中可用作HC2−源。
它最初于1959年由Heinz Günter Viehe合成，他通过苯基锂在乙醚中还原三甲基硅基氯乙炔、再经水解得到。